# 다카르주

다카르주

다카르주(프랑스어: Région de Dakar)는 세네갈의 주로, 주도는 세네갈의 수도인 다카르이며 면적은 547km2, 인구는 2,956,023명(2013년 기준)이다. 세네갈에서 면적이 가장 작고 인구가 가장 많은 주이며 아프리카 대륙 최서단인 베르데곶 연안에 위치한다. 4개의 하위 행정 구역(다카르, 구에디아와예, 피킨, 뤼피스크)을 관할한다.